# Classe Makar
Les catamarans de la classe Makar sont une série de six catamarans de reconnaissance hydrographique pour la Marine indienne, à coque acier et à superstructure en aluminium de 500 tonnes construits par Alcock Ashdown Ltd. sur son chantier naval de Bhavnagar dans l'État de Gujarat. Les navires sont conçus par le cabinet d'architecture navale australienne Sea Transport Solutions, basé à Gold Coast dans le Queensland.

## Mission
Les navires sont destinés à entreprendre des levés hydrographiques côtiers, nécessaires à la production de cartes marines et de publications visant à améliorer la navigation dans les eaux plus proches des côtes. Les navires sont également capables de jouer un rôle limité dans la défense côtière en cas d'urgence, de recherche et sauvetage et de recherches océanographiques. Les navires sont équipés du matériel de levé hydrographique standard, notamment un système de positionnement dynamique avancé, des systèmes de sondage à andains multiples et un profileur de sous-fond. Il transporte également à bord des bateaux à moteur de recherche, des véhicules sous-marins autonomes (AUV) et des véhicules sous-marins télécommandés (ROV) pour la réalisation des enquêtes. Les navires disposent d'un hébergement ergonomique pour les six officiers et les 44 marins.

## Navires
- INS Makar (J31)
- INS Meen (J32)
- INS Mithum (J33)
- INS Mesh (J34)
- INS Mahika (J35)
- INS Mayank (J36)

### Source
- (en) Cet article est partiellement ou en totalité issu de l’article de Wikipédia en anglais intitulé « Makar-class survey catamaran » (voir la liste des auteurs).